# NOAH Departure
NOAH Departure es un evento de lucha libre profesional anual promovido por Pro Wrestling Noah (2000-2020), y como parte de la submarca de CyberFight (2020-2022).

## Ediciones
| Evento                                                       | Fecha                            | Lugar                   | Ciudad | Evento principal |
| ------------------------------------------------------------ | -------------------------------- | ----------------------- | --- | --- |
| Departure                                                    | 5 de agosto de 2000              | Coliseo Ariake          | Tokio, Japón | Jun Akiyama & Kenta Kobashi vs. Akira Taue & Mitsuharu Misawa                                                                  |
| Departure #2                                                 | 6 de agosto de 2000              | Coliseo Ariake          | Tokio, Japón | Jun Akiyama vs. Kenta Kobashi                                                                                                  |
| Departure 2001                                               | 26 de agosto de 2001             | Togane Arena            | Togane, Chiba, Japón                                                                                                | Akira Taue, Jun Izumida & Masao Inoue vs. Akitoshi Saito, Jun Akiyama & Kentaro Shiga                                          |
| 27 de agosto de 2001                                         | Korakuen Hall                    | Tokio, Japón            | Daisuke Ikeda, Takeshi Morishima & Takeshi Rikio vs. Akitoshi Saito, Jun Akiyama & Makoto Hashi                     | |
| 28 de agosto de 2001                                         | Korakuen Hall                    | Tokio, Japón            | Akitoshi Saito, Jun Akiyama & Kentaro Shiga vs. Donovan Morgan, Michael Modest & Vader                              | |
| 30 de agosto de 2001                                         | City Gym                         | Kasugai, Aichi, Japón   | Akitoshi Saito, Jun Akiyama & Yoshinobu Kanemaru vs. Mitsuharu Misawa, Naomichi Marufuji & Yoshinari Ogawa          | |
| 31 de agosto de 2001                                         | Gimnasio #2 Prefectural de Osaka | Osaka, Japón            | Satoru Asako, Takao Omori & Yoshihiro Takayama vs. Akitoshi Saito, Jun Akiyama & Kentaro Shiga                      | |
| 1 de septiembre de 2001                                      | KBS Hall                         | Kioto, Japón            | Takao Omori & Yoshihiro Takayama vs. Akira Taue & Takashi Sugiura                                                   | |
| 2 de septiembre de 2001                                      | Twin Messe Shizuoka              | Fukuoka, Japón          | Bison Smith, Bull Schmitt & Vader vs. Satoru Asako, Takao Omori & Yoshihiro Takayama                                | |
| 4 de septiembre de 2001                                      | Tagajo City Gym                  | Tagajo, Miyagi, Japón   | Satoru Asako, Takao Omori & Yoshihiro Takayama vs. Mitsuharu Misawa, Naomichi Marufuji & Yoshinari Ogawa            | |
| 5 de septiembre de 2001                                      | Iwate Prefectural Gymnasium      | Moriaka, Iwate, Japón   | Jun Akiyama (c) vs. Tamon Honda por el Campeonato Peso Pesado GHC.                                                  | |
| 6 de septiembre de 2001                                      | Aomori Budokan                   | Hirosaki, Aomori, Japón | Mitsuharu Misawa, Takuma Sano & Yoshinari Ogawa vs. Akitoshi Saito, Jun Akiyama & Kentaro Shiga                     | |
| 8 de septiembre de 2001                                      | Nagaoka Welfare Hall             | Niigata, Japón          | Mitsuharu Misawa, Takuma Sano & Yoshinari Ogawa vs. Akira Taue, Jun Izumida & Masao Inoue                           | |
| 9 de septiembre de 2000                                      | Coliseo Ariake                   | Tokio, Japón            | Scorpio & Vader vs. Jun Akiyama & Kentaro Shiga                                                                     | |
| Departure 2004                                               | 10 de julio de 2004              | Tokyo Dome              | Tokio, Japón | Kenta Kobashi (c) vs. Jun Akiyama por el Campeonato Peso Pesado GHC.                                                           |
| Departure 2009 ~ Bound For The Future ~                      | 1 de agosto de 2009              | Coliseo Ariake          | Tokio, Japón | KENTA vs. Taiji Ishimori |
| Departure 2013 ~13 Years Summer~                             | 4 de agosto de 2013              | Coliseo Ariake          | Tokio, Japón | KENTA (c) vs. Mohammed Yone por el Campeonato Peso Pesado GHC.                                                                 |
| Departure 2015 ~ Global Junior Heavyweight League 2015 Final | 5 de agosto de 2015              | Korakuen Hall           | Tokio, Japón | Naomichi Marufuji vs. Takashi Sugiura.                                                                                         |
| Departure 2017                                               | 6 de agosto de 2017              | Korakuen Hall           | Tokio, Japón | Taiji Ishimori (c) vs. Yo-Hey por el Campeonato Peso Pesado Junior GHC.                                                        |
| Departure 2018                                               | 5 de agosto de 2018              | Korakuen Hall           | Tokio, Japón | Ratel's (Hayata & (Yo-Hey) vs. BackBreakkers (Hajime Ohara & Hitoshi Kumano) en la Final del Global Junior Heavyweight League. |
| Departure 2019 ~ 19th Anniversary                            | 4 de agosto de 2019              | Korakuen Hall           | Tokio, Japón | Naomichi Marufuji vs. Kotaro Suzuki.                                                                                           |
| Departure 2020                                               | 4 de agosto de 2020              | Korakuen Hall           | Tokio, Japón | Katsuhiko Nakajima (c) vs. Kenoh por el Campeonato Nacional GHC.                                                               |
| 5 de agosto de 2020                                          | Korakuen Hall                    | Tokio, Japón            | Go Shiozaki (c) vs. Naomichi Marufuji por el Campeonato Peso Pesado GHC.                                            | |
| Departure 2021                                               | 5 de agosto de 2021              | Korakuen Hall           | Tokio, Japón | Naomichi Marufuji & Takashi Sugiura vs. Kaito Kiyomiya & Kotaro Suzuki                                                         |
| 6 de agosto de 2021                                          | Korakuen Hall                    | Tokio, Japón            | M's Alliance (Keiji Muto, Masakatsu Funaki & Naomichi Marufuji) vs. Kongo (Katsuhiko Nakajima, Kenoh & Manabu Soya) | |
| Departure 2022                                               | 5 de agosto de 2022              | Korakuen Hall           | Tokio, Japón | Hayata (c) vs. Shuji Kondo por el Campeonato Peso Pesado Junior GHC.                                                           |

## Resultados

### Departure
NOAH Departure 2000 tuvo lugar el 5 de agosto de 2000 desde el Coliseo Ariake en Tokio, Japón.
- Takeshi Morishima derrotaron a Makoto Hashi (14:05)
  - Morishima cubrió a Hashi después de aplicarle un «Amaze Impact».
- Haruka Eigen, Jun Izumida & Tsuyoshi Kikuchi derrotaron a Mitsuo Momota, Rusher Kimura & Takeshi Rikio (13:08)
  - Izumida cubrió a Rikio después de aplicarle un «Crush Cutter».
- Kentaro Shiga & Naomichi Marufuji derrotaron a Masao Inoue & Yoshinobu Kanemaru (19:30)
  - Shiga forzó a rendirse a Kanemaru con un «Cross Armbar» después de revertir un «HammerLock Lariat» de Kanemaru.
- Daisuke Ikeda, Masahito Kakihara & Yoshinari Ogawa derrotaron a NO FEAR (Satoru Asako, Takao Omori & Yoshihiro Takayama) (23:46)
  - Kakihara forzó a rendirse a Asako con un «Cross Armbar».
- Jun Akiyama & Kenta Kobashi derrotaron a Mitsuharu Misawa & Akira Taue en un 2-out-of-3 Falls Match. (19:45)

### Departure 2
NOAH Departure #2 tuvo lugar el 6 de agosto de 2000 desde el Coliseo Ariake en Tokio, Japón.
- Satoru Asako derrotó a Kenta Kobayashi por rendición (10:53).
  - Asako forzó a Kobayashi a rendirse con un «Camel Clutch».
- Makoto Hashi, Mitsuo Momota & Rusher Kimura derrotaron a Haruka Eigen, Tsuyoshi Kikuchi & Yoshinobu Kanemaru (13:32).
- Masao Inoue & Takeshi Morishima derrotaron a Naomichi Marufuji & Takeshi Rikio (19:30)
- Akira Taue & Jun Izumida derrotaron a NO FEAR (Takao Omori & Yoshihiro Takayama) (15:08)
  - Izumida forzó a Omori a rendirse con un «Kimura Lock».
- Mitsuharu Misawa & Yoshinari Ogawa derrotaron a Daisuke Ikeda & Kentaro Shiga (20:41)
  - Misawa cubrió a Shiga después de aplicarle un «Running Elbow Smash».
- Jun Akiyama derrotó a Kenta Kobashi por decisión del árbitro. (24:25)
  - El árbitro detuvo la lucha después de que Akiyama noqueara a Kobashi con un «King Crab Lock».

### 2021
NOAH Departure 2021 tuvo lugar el 5 y 6 de agosto de 2021 desde el Korakuen Hall en Tokio, Japón. La transmisión se realizó en el servicio de televisión lineal en línea AbemaTV de CyberAgent y en el servicio de transmisión Wrestle Universe de CyberFight.

#### Noche 1: 5 de agosto
- Masa Kitamiya derrotó a Kinya Okada (8:56)
- M's Alliance (Masaaki Mochizuki, Masato Tanaka & Yuko Miyamoto) derrotaron a Funky Express (Akitoshi Saito, King Tany & Mohammed Yone) (11:24)
  - Tanaka cubrió a Tany después de aplicarle un «Sliding D».
- Yoshinari Ogawa derrotó a Yasutaka Yano. (7:24)
  - Ogawa cubrió Yano con un «BackDrop Suplex».
- Los Perros del Mal de Japon (Eita, NOSAWA Rongai & YO-HEY) derrotaron a Junta Miyawaki & Momo No Seishun Tag (Atsushi Kotoge & Daisuke Harada). (11:50)
- Katsuhiko Nakajima derrotó a Hajime Ohara (9:56)
  - Nakajima cubrió a Ohara después de aplicarle un «Vertical Spike».
- Kongo (Aleja, Hao & Tadasuke) derrotaron a Stinger (HAYATA, Seiki Yoshioka & Yuya Susumu) (13:02)
- Sugiura-gun (Kazushi Sakuraba & Kazuyuki Fujita) derrotaron a Kongo (Kenoh & Manabu Soya) (15:50)
- Naomichi Marufuji & Takashi Sugiura derrotaron a Kaito Kiyomiya & Kotaro Suzuki (21:59)
  - Sugiura cubrió a Suzuki después de aplicarle un «Olympic Slam».

#### Noche 2: 6 de agosto
- Hajime Ohara derrotó a Kai Fujimura. (7:21)
  - Ohara forzó a Fujimura a rendise con un «Tres Fleurs».
- Kinya Okada & Kotaro Suzuki derrotaron a Yasutaka Yano & Yoshinari Ogawa. (13:02)
  - Suzuki cubrió a Yano con un «Tiger Driver».
- Daiki Inaba, Kaito Kiyomiya & Masa Kitamiya derrotaron a Funky Express (Akitoshi Saito, King Tany & Mohammed Yone) (14:31)
- Stinger (HAYATA, Seiki Yoshioka & Yuya Susumu) derrotaron a Kongo (Aleja, Hao & Tadasuke) (13:24)
  - Yoshioka cubrió a Tadasuke con un «Crash Driver».
- Sugiura-gun (Kazushi Sakuraba & Takashi Sugiura) derrotaron a M's Alliance (Masaaki Mochizuki & Masato Tanaka) por decisión del árbitro. (15:34)
  - El árbitro detuvo el combate debido a que Sugiura noqueó a Mochizuki con un «Front Necklock».
- M's Alliance (Keiji Muto, Masakatsu Funaki & Naomichi Marufuji) derrotaron a Kongo (Katsuhiko Nakajima, Kenoh & Manabu Soya) (19:17)
  - Muto cubrió a Soya después de aplicarle un «Shining Wizard».

### 2022
NOAH Departure 2022 tuvo lugar el 5 de agosto de 2022 desde el Korakuen Hall en Tokio, Japón. La transmisión se realizó en el servicio de televisión lineal en línea AbemaTV de CyberAgent y en el servicio de transmisión Wrestle Universe de CyberFight.
- Masa Kitamiya & Mohammed Yone derrotaron a Masaaki Mochizuki & Shuhei Taniguchi. (9:10)
  - Mitamiya cubrió a Taniguchi después de un «Saito Suplex».
- Kai Fujimura & Stinger (Yoshinari Ogawa & Yuya Susumu) derrotaron a Los Perros del Mal de Japón (Eita, Nosawa Rongai & Super Crazy). (6:22)
  - Eita cubrió a Fujimura después de un ataque con el título de Rongai.
- Kongo (Katsuhiko Nakajima & Manabu Soya) derrotaron a Anthony Greene & Stallion Rogers. (10:00)
  - Nakajima cubrió a Rogers después de aplicarle un «Vertical Spike».
- Daisuke Harada, Ninja Mack & Seiki Yoshioka derrotaron a Atsushi Kotoge, Dante Leon & Yo-Hey. (13:48)
  - Mack cubrió a Kotoge después de aplicarle un «Ninja Bomb».
- Alejandro, El Hijo del Santo, Kaito Kiyomiya & Último Dragón derrotaron a Kongo (Hajime Ohara, Hi69, Kenoh & Tadasuke). (7:53)
- Kinya Okada derrotó a Yoshiki Inamura y clasificó al Torneo N-1 Victory. (15:18)
  - Okada cubrió a Inamura con un «Japanese Leg Roll Clutch Hold».
- Go Shiozaki, Naomichi Marufuji & Takashi Sugiura derrotaron a Daiki Inaba, Masato Tanaka & Satoshi Kojima. (17:56)
  - Shiozaki cubrió a Inaba después de aplicarle un «Strong Arm Lariat».
- Hayata (c) derrotó a Shuji Kondo y retuvo el Campeonato Peso Pesado Junior GHC. (19:03)[2]
  - Hayata cubrió a Kondo después de aplicarle un «Headache».